# Relações entre Brasil e Guiana
As relações entre Brasil e Guiana são tradicionalmente muito amigáveis. O Brasil tem promovido assistência militar à Guiana, como treinamento de guerra e logística. As relações bilaterais entre os dois países foram recentemente fortificadas graças à nova política Sul-Sul do Brasil, que visa aumentar a integração entre os estados sul-americanos.
Durante as visitas do Presidente do Brasil, Luiz Inácio Lula da Silva, à capital guiana, Georgetown, em 2 de março de 2007, e do Presidente Jair Bolsonaro, em 6 de maio de 2022, os governos do Brasil e da Guiana assinaram vários acordos de cooperação e anunciaram o aumento das relações comerciais entre os dois países.

## História

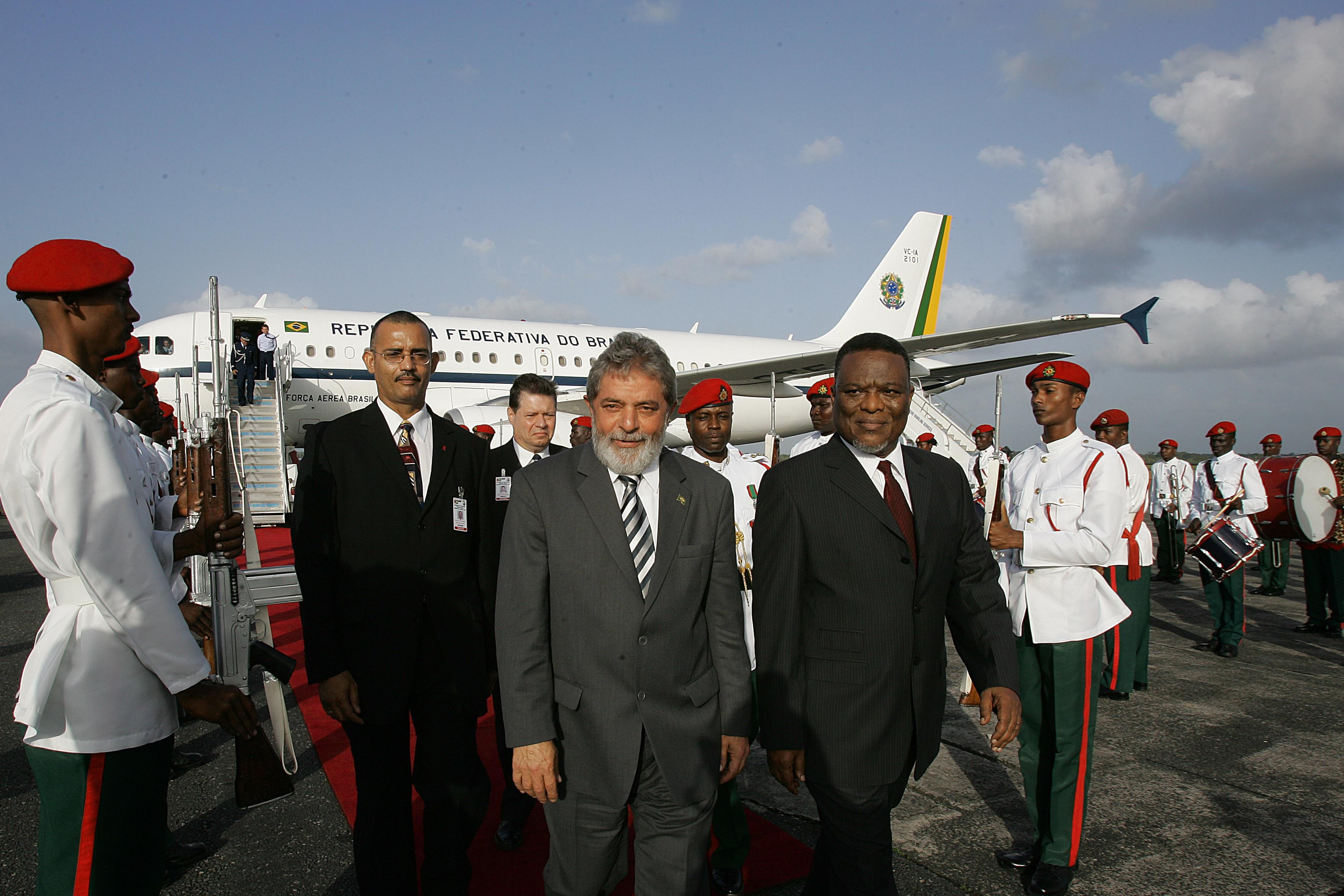
Visita oficial do Presidente Lula à Guiana, em março de 2007

Em 1968, logo após a declaração de independência da Guiana, o Vice-Primeiro-Ministro Ptolemy Reid visitou o Brasil, firmando-se um acordo cultural e estabelecendo-se relações diplomáticas formais. No ano seguinte, em 1971, o então Ministro das Relações Exteriores do Brasil, Mário Gibson Barbosa, foi o primeiro chanceler latino-americano a visitar a Guiana, ampliando os laços bilaterais.
A relação bilateral se fortaleceu com visitas importantes, como a do Presidente da Guiana, Forbes Burnham, ao Brasil em 1982, quando foram assinados diversos acordos de cooperação. Em 1988, o Presidente José Sarney visitou a Guiana, e, posteriormente, o Presidente Luiz Inácio Lula da Silva visitou o país vizinho em 2005. Em 2007, Lula também esteve em Georgetown para participar da Reunião de Cúpula do Grupo do Rio.
Na última década, destacam-se as visitas do Presidente David Granger ao Brasil em 2015 e 2017, e do Ministro Mauro Vieira à Guiana em 2016. Em 2018, o Ministro Aloysio Nunes Ferreira visitou Georgetown, e no mesmo ano foi assinado o Acordo de Cooperação e Facilitação de Investimentos Brasil-Guiana. Em 2020, o então Ministro Ernesto Araújo visitou a Guiana, reforçando os laços diplomáticos.
O comércio e a cooperação econômica se intensificaram nas últimas décadas. Em 2001, foi assinado um Acordo de Alcance Parcial que estabeleceu desgravação tarifária para diversos produtos, e em 2009 foi inaugurada a ponte sobre o Rio Tacutu, conectando os dois países. Em 2012, a Guiana tornou-se Estado Associado do MERCOSUL, reforçando seu compromisso com a integração sul-americana.
Em 2022, o Presidente Jair Bolsonaro realizou uma visita oficial à Guiana, ocasião em que se firmaram acordos de cooperação em assistência jurídica mútua em assuntos civis e penais. Durante o encontro, Bolsonaro e o Presidente da Guiana, Mohamed Irfaan Ali, trataram de temas prioritários como comércio, investimentos, infraestrutura e segurança. Bolsonaro destacou o interesse da Petrobras em cooperar com a Guiana na área de petróleo e gás, além de abordar iniciativas na agricultura e integração regional.
O intercâmbio comercial entre os dois países cresceu significativamente nos últimos anos, dobrando entre 2020 e 2021, passando de aproximadamente USD 58 milhões para USD 118,6 milhões. Em 2018, foi assinado o Acordo de Cooperação e Facilitação de Investimentos (ACFI), visando incrementar as relações econômicas bilaterais. O Comitê de Fronteira Brasil-Guiana tem desempenhado papel crucial na cooperação técnica e segurança na região.
O Brasil e a Guiana também cooperam ativamente em temas de segurança e defesa, com negociações avançadas para um novo Acordo de Cooperação nessa área, além de projetos envolvendo combate aos efeitos da seca e segurança alimentar na região do Caribe. A parceria bilateral segue evoluindo com destaque para a exploração petrolífera da Guiana e as oportunidades de integração energética e de infraestrutura.

## Missões diplomáticas residentes

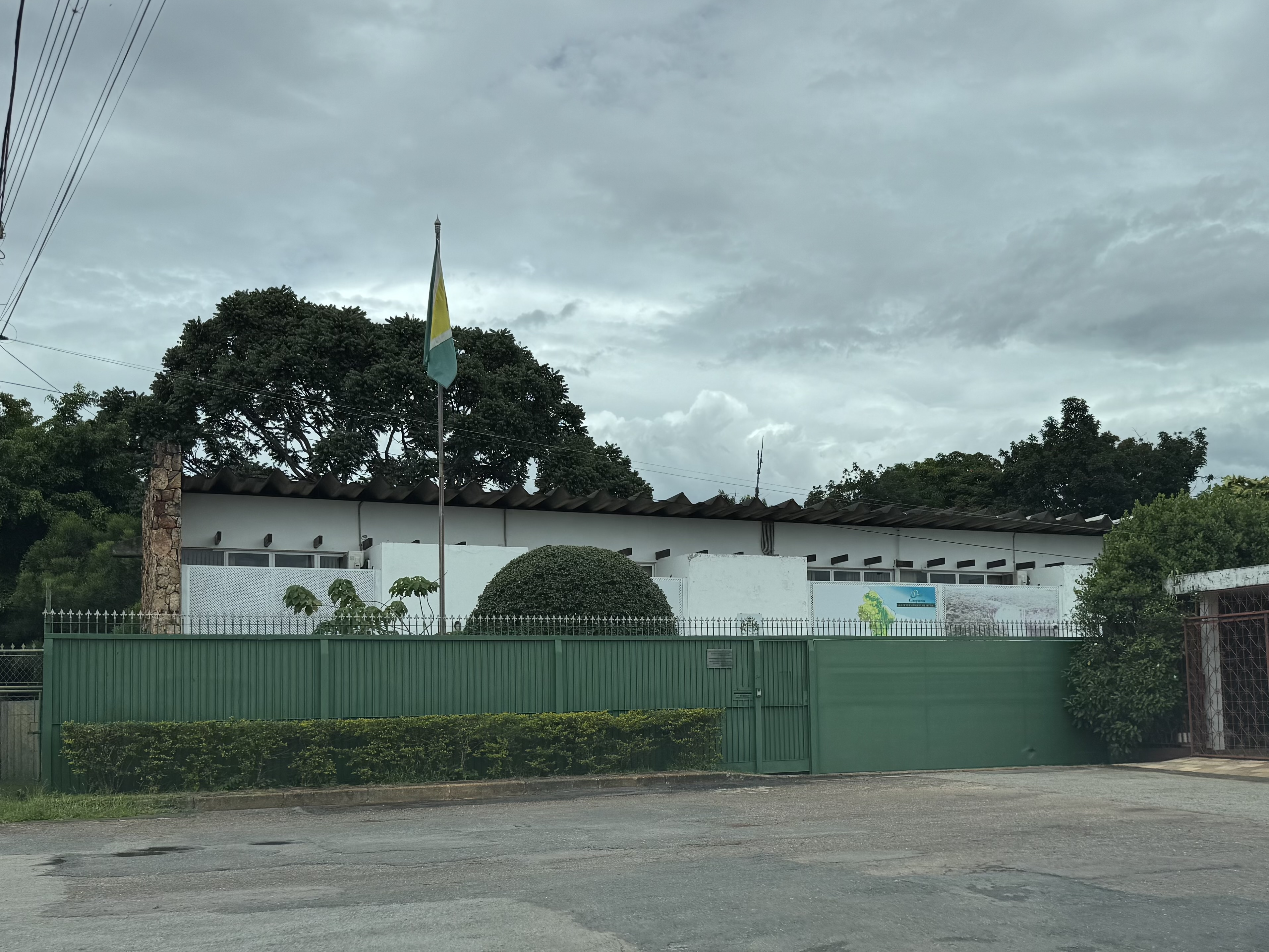
Embaixada da Guiana em Brasília

- Brasil tem uma embaixada em Georgetown e um vice-consulado em Lethem.[3]
- Guiana tem uma embaixada em Brasília e um consulado-geral em Boa Vista.[4]